# Bala loca
Bala loca és una minisèrie de televisió xilena creada per Marcos de Aguirre i David Miranda i produïda per Filmosonido per Chilevisión.
La sèrie gira al voltant una recerca del discapacitat periodista Mauro Murillo (Alejandro Goic) amb un elenc coral on destaca una mescla d'actors consagrats com Alfredo Castro, Aline Kuppenheim, Julio Milostich, Catalina Saavedra, Pablo Schwarz, Ingrid Isensee i actors joves com Fernanda Urrejola, Mario Horton i Lucas Bolvarán entre molts altres.
La minisèrie es va convertir en la gran guanyadora dels fons anuals del Consell Nacional de Televisió de Xile en 2014. Es va estrenar en televisió el 4 de juliol de 2016.
La primera temporada va acabar el 4 de setembre de 2016, amb un capítol doble.

## Argumento
Aquest home és Mauro Murillo (Alejandro Goic). Després de lluitar contra la dictadura militar de Augusto Pinochet, aquest periodista es transforma en crític d'espectacles, fet que un grup de col·legues encara no li perdona. Una vegada que va estar al cim de la seva carrera, va sofrir un accident automobilístic que el va deixar en cadira de rodes. L'últim rebuig d'un executiu de televisió al seu projecte l'ha posat enfront del mirall del temps. I és que a més d'aquesta crisi laboral, Mauro també carrega la seva separació d'Ángela (Aline Kuppenheim), periodista que treballa en un diari; un fill adolescent abandonat, Daniel Murillo (Víctor Quezada), qui comença a viure noves experiències; i una xicota insatisfeta sexualment, Valeria Sánchez (Fernanda Urrejola), una dona més jove que té una empresa d'assessoria de comunicacions.
Ara, amb cinquanta anys, l'única possibilitat que veu de canviar la seva situació, és invertir els guanys de deu anys com a rostre de l'espectacle faranduler i fundar un portal de periodisme digital que davant sense pors als poderosos de Xile. D'aquesta manera, s'aferra a la possibilitat de treballar amb Patricia Fuenzalida (Catalina Saavedra), professional respectada per tots els periodistes que treballa de manera independent escrivint en un blog, plataforma on desemmascara a empresaris corruptes. No obstant això, aquesta dona el rebutja una vegada i una altra desencantada de la seva falta d'ètica professional. Enmig dels seus intents desesperats per fer-la canviar d'opinió, la periodista mor en un estrany assalt a un supermercat.
L'instint de Mauro li diu que alguna cosa més s'amaga darrere de la suposada bala boja que va posar fi a la vida de la periodista. Així, recorre a Óscar (Mateo Iribarren), espòs de Patricia, perquè l'ajudi a descobrir el que la periodista investigava. Finalment és Víctor (Nicolás Durán), el fill de la dona, qui li lliura les carpetes de recerca que portava l'assassinada. Així, Eugenio ‘Coco’ Aldunate (Alfredo Castro), poderós empresari amo de Sua Salud, Isapre que estava investigant Fuenzalida, es mostra com el gran sospitós. Aquest magnat manté nexes polítics amb Julián Torres Becker (Marcial Tagle), un liberal i progressista senador PPD que és un amic entranyable de Murillo. Aldunate també serà el principal sospitós de Nelson Iturra (Pablo Schwarz), comissari investigador que portarà el cas de la mort de la reportera.
Decidit, i al capdavant del seu nou equip. Gabriela Vuskovic (Trinidad González), experimentada periodista, exigent i amb caràcter de líder. Antonia Serrano (Ingrid Isensee), periodista que treballa en un diari amb l'exmuller de Murillo, així canvia la seva còmoda ocupació pel desafiament del periodisme de denúncia. Andrés Villanueva (Mario Horton), periodista amb habilitats en tecnologia, altament compromès amb la justícia i la veritat. I Alejandra Mujica (Manuela Oyarzún), una professional jove amb olfacte de reportera, la tenacitat de la qual la converteix en una agosarada investigadora. Mauro solta la premissa sobre la qual es funda el portal Enguardia.cl. És possible que al Xile d'avui un periodista sigui assassinat per investigar als poderosos?.

## Producció
La sèrie produïda per Filmosonido es va adjudicar el 2014 els fons del Consell Nacional de Televisió de Xile, avaluats en $ 437.914.700, per a la seva realització. Els enregistraments es van desenvolupar des de l'11 de gener fins al 23 d'abril de 2016. La sèrie fou desenvolupada sota el nom Entero quebrado, que finalment va ser canviat a Bala loca abans de la seva estrena.

## Repartiment

### Principale
- Alejandro Goic com Mauro Murillo.
- Trinidad González com Gabriela Vuskovic.
- Ingrid Isensee com Antonia Serrano.
- Mario Horton com Andrés Villanueva.
- Manuela Oyarzún com Alejandra Mujica.
- Fernanda Urrejola com Valeria Sánchez.
- Catalina Saavedra com Patricia Fuenzalida.
- Pablo Schwarz com Nelson Iturra.
- Aline Kuppenheim com Ángela Schmidt.
- Marcial Tagle com Julián Torres Becker.
- Víctor Quezada com Daniel Murillo.
- Alfredo Castro com Eugenio "Coco" Aldunate.
- Roberto Farías com Alexis Vilches.

### Recurrents
- Nicolás Durán com Víctor Paredes Fuenzalida.
- Mateo Iribarren com Óscar Paredes.
- Julio Milostich com General Larrondo.
- Willy Semler com General Arismendi.
- Hugo Medina com Julio Osorio.
- Erto Pantoja com Oliverio Farías.
- Iván Álvarez de Araya com Agustín.
- María Paz Grandjean com Mariana Lobos.
- Víctor Montero com Félix Morales.
- Sebastián Ayala com Técnico.
- Lucas Bolvarán com Rodrigo.
- Luis Uribe com Violador.
- Daniel Candia com Mario Palazzo, sicario.
- Simón Pascal com Asaltante.
- Francisco Ossa com Inspector del colegio de Daniel.
- Gaspar Rosson com Felipe.
- Benjamín Westfall com Guardia de supermercado.
- Mario Ossandón com Abogado de Aldunate.
- Rodrigo Soto com Tío Carlos.
- Alex Draper com Peter.
- Román Wilson com Dylan.
- Thomas Bentin com Mikael Ivelic.
- Christián Farías com Secuaz.

### Invitats
- Pablo Cerda com Fabio.
- Alejandro Sieveking com Pedro Cisneros.
- Michael Silva com Joel Medina.
- Boris Quercia com César Fantini.
- Celine Reymond com Juliana.
- Sergio Hernández com Señor Murillo.
- Eyal Meyer com Hombre X.
- Pablo Striano com Pelao Fernández.
- Ximena Rivas com Luisa Arismendi.
- Andrea Martínez com Opinóloga.
- Javiera Torres com Victoria "Vicky".
- Jack Arama com Doctor Materán.
- Daniela Torres com Reportera.
- Laura Olazábal com Secretaria de Club de Tiro.
- Rodrigo Lisboa com Forense.
- Elvis Fuentes com Ramírez.
- Silvana Hardy com Marta.
- Vittorio Yaconi com Pablo Miller.
- Andrés Rillón com Periodista cuña de Youtube.
- Eugenio González com Político TV.
- Eduardo Squella com Político TV.
- Ignacio Santa Cruz com Ricardo Rojas.
- Manuel Peña com Hugo Céspedes.
- Eduardo de Aguirre com Juez Rómulo.
- Carlos Isensee com Juez Radic.
- Eugenio Ahumada com Juez.
- Gabriela Calvete com Sonidista.
- Rafael de la Reguera com Camarógrafo.
- Nikolás Bottinelli com Dealer.
- Cristián Quezada com Tito Almeyda.
- Iván Parra com Mateo.
- Renato Illanes com Juan Molina.
- Katy Cabezas com Lorena Pérez.
- Carlos Donoso com Guardia.
- David Miranda com Fiscal Awad.
- Edinson Díaz com Taxista.
- Pesquinel Martínez com Ejecutivo.
- Diego Thompson com Personero de Gobierno.
- Marcial Edwards com Funcionario del Congreso.
- Antonia Krug com Casandra.
- Renata Goiri com Martina.
- Joseff Messmer com Manuel.

### Cameos
- Sergio Campos
- Francisca García-Huidobro
- Felipe Vidal
- Carolina de Moras
- Claudia Schmidt
- Kika Silva
- Paulina Rojas
- Botota Fox
- Macarena Pizarro
- Karina Alvárez
- Karim Butte

## Premis i nominacions
| Any  | Premi            | Categoria                                   | Nominats                                    | Resultats  |
| ---- | ---------------- | ------------------------------------------- | ------------------------------------------- | ---------- |
| 2016 | Copihue de Oro   | Millor sèrie o telèserie                    | Millor sèrie o telèserie                    | Nominada   |
| 2017 | Premios Caleuche | Millor actriu protagonista                  | Fernanda Urrejola                           | Nominada   |
| 2017 | Premios Caleuche | Millor actor protagonista                   | Alejandro Goic                              | Guanyador  |
| 2017 | Premios Caleuche | Millor actriu de suport                     | Aline Kuppenheim                            | Nominada   |
| 2017 | Premios Caleuche | Millor actriu de suport                     | Manuela Oyarzún                             | Nominada   |
| 2017 | Premios Caleuche | Millor actriu de suport                     | Trinidad González                           | Guanyadora |
| 2017 | Premios Caleuche | Millor actor de suport                      | Nicolás Durán                               | Nominat    |
| 2017 | Premios Caleuche | Millor actor de suport                      | Pablo Schwarz                               | Guanyador  |
| 2017 | Premios Caleuche | Millor actor de suport                      | Marcial Tagle                               | Nominat    |
| 2017 | Premis Pulsar    | Millor música per audiovisuals              | Juan Cristóbal Meza                         | Nominat    |
| 2017 | Premis Platino   | Millor minisèrie o telesèrie iberoamericana | Millor minisèrie o telesèrie iberoamericana | Nominada   |
| 2017 | Premis Fénix     | Millor Ensamble Actoral                     | Millor Ensamble Actoral                     | Nominada   |
| 2017 | Peabody Awards   | Entreteniment                               | Entreteniment                               | Nominada   |